# Nabitan
Nabitan (Nabutam, Benzopiranoperidin, SP-106, Abbott 40656) je sintetički kanabinoidni analog dronabinola (Marinola). On manifestuje antiemetska i analgetička dejstva, verovatno putem vezivanja i aktiviranja CB1 i CB2 kanabinoidnih receptora. U testovima na životinjama je utvrđeno da redukuje intraokularni pritisak, te potencijalno može da nađe primenu u lečenju glaukoma.
Prednost nabitana u odnosu na druge kanabinoidne derivate je njegova rastvorljivost u vodi. Mogućnost njegove primene kao analgetik ili sedativ je izučavana, mada on nije dospeo do klinike. Jedan od razloga je da su dronabinol i nabilon korisniji. Nabita se ponekad koristi u istraživanjima potencijalne terapeutske primene kanabinoida.